# Sayaka Takahashi

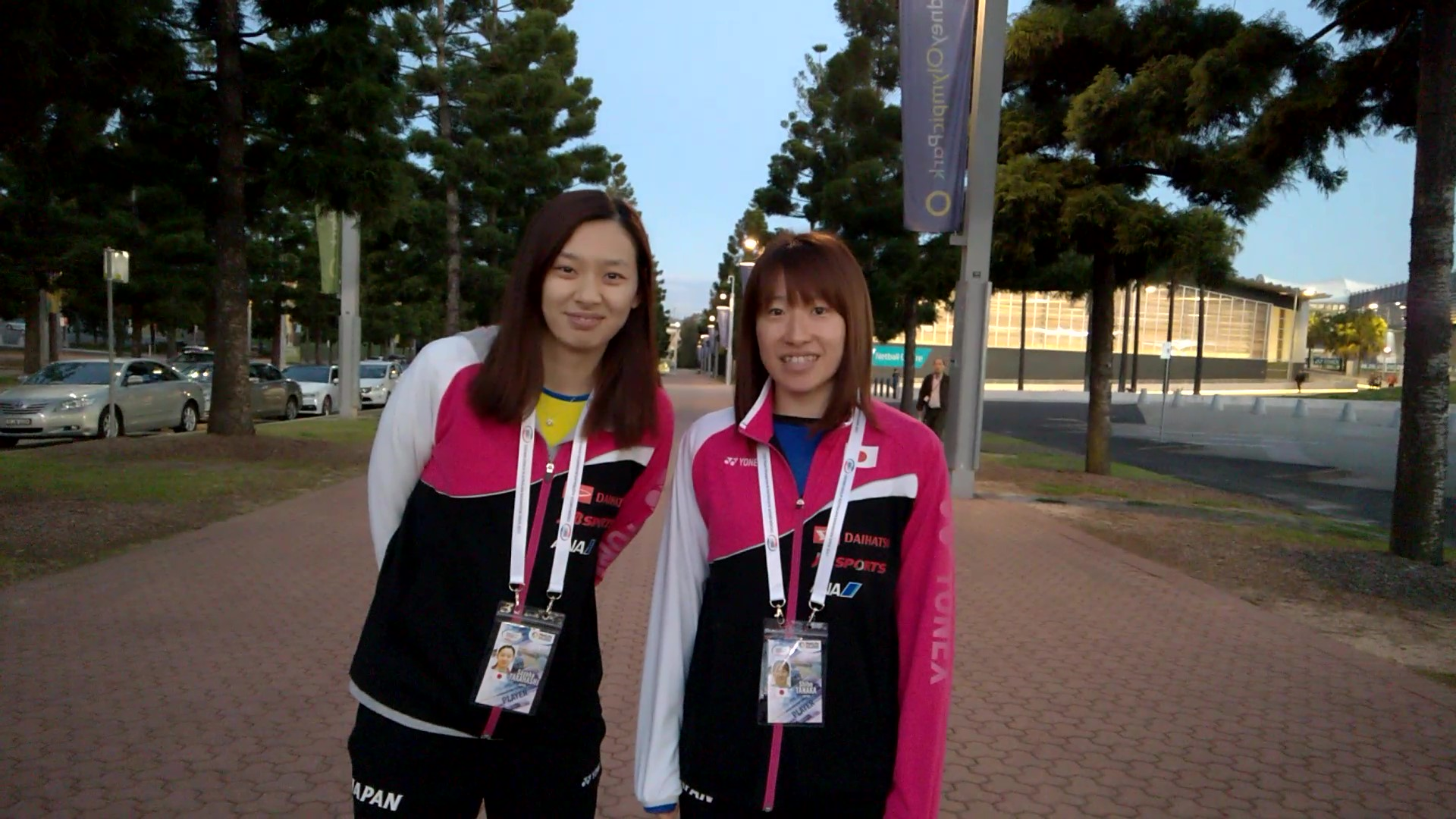
Sayaka Takahashi

Sayaka Takahashi (jap. 髙橋 沙也加, Takahashi Sayaka; * 29. Juli 1992, Präfektur Toyama) ist eine japanische Badmintonspielerin.

## Karriere
Sayaka Takahashi errang ihren ersten internationalen Erfolg im Jahr 2009, als sie Dritte im Doppel bei den Osaka International wurde. Bei den Austrian International 2011 wurde sie Dritte im Einzel. Ein Jahr später gewann sie dort die Dameneinzelkonkurrenz. 2012 siegte sie ebenfalls bei den Osaka International und bei den Maldives International. 2018 siegte sie beim Akita Masters.